# L'Isle-sur-la-Sorgue
L'Isle-sur-la-Sorgue är en kommun i departementet Vaucluse i regionen Provence-Alpes-Côte d'Azur i sydöstra Frankrike. Kommunen ligger i kantonen L'Isle-sur-la-Sorgue som tillhör arrondissementet Avignon. År 2022 hade L'Isle-sur-la-Sorgue 20 315 invånare.

## Befolkningsutveckling
Antalet invånare i kommunen L'Isle-sur-la-Sorgue
| Referens: INSEE |